# Veronica Bilbao La Vieja
Veronica Bilbao La Vieja, conosciuta anche con lo pseudonimo di Veronica Perugini (Roma, 22 agosto 1963), è una regista e produttrice cinematografica italiana.

## Biografia
Nasce a Roma ma cresce a Udine fino alla maturità, quando si trasferisce a Venezia. Qui inizia a frequentare la facoltà di Lettere e filosofia a Ca' Foscari e la scuola Ipotesi Cinema diretta da Ermanno Olmi. Nel 1993 scrive assieme a Giancarlo Sartoretto la sceneggiatura di quello che sarà il suo primo film da regista Il teppista. Nel 2004 crea il progetto Neche, una distribuzione di film indipendenti su internet e il Net Independent Film Festival (NIFF) il primo festival cinematografico totalmente su internet.

## Filmografia

### Regista
- Il teppista (1994)
- Roma - 12 novembre 1994, co-regia con Alfredo Angeli, Giorgio Arlorio, Marco Bellocchio, Gioia Benelli, Franco Brogi Taviani, Alessandro Cane, Fabio Carpi, Sandro Cecca, Rocco Cesareo, Michele Conforti, Carlo Di Carlo, Antonio Falduto, Marco Ferreri, Giuliana Gamba, Lucio Gaudino, Roberto Giannarelli, Liliana Ginanneschi, Franco Giraldi, Wilma Labate, Francesco Laudadio, Carlo Lizzani, Francesco Longo, Nanni Loy, Luigi Magni, Salvatore Maira, Massimo Manuelli, Francesco Maselli, Gianfranco Mingozzi, Giuliano Montaldo, Luigi Perelli, Paolo Pietrangeli, Rosalía Polizzi, Gillo Pontecorvo, Maurizio Ponzi, Marco Risi, Ettore Scola, Daniele Segre, Gianni Serra, Ricky Tognazzi, Vito Zagarrio - documentario (1994)
- L'appuntamento (2001)

### Produttrice
- Il teppista, regia di Veronica Perugini (1994)
- Il debito, regia di Alfredo Santucci - cortometraggio (2000)
- L'appuntamento, regia di Veronica Bilbao La Vieja (2001)
- In tram, regia di Filippo Soldi - cortometraggio (2003)
- Il pugile e la ballerina, regia di Francesco Suriano (2006)
- Alba tremula, regia di Fabio Ianera - mediometraggio (2006)
- Go Go Tales, regia di Abel Ferrara (2007)
- Monochrome, regia di Francesca Staasch - cortometraggio (2008)
- Dall'altra parte del mare, regia di Jean Sarto (2009)
- Pandemia, regia di Lucio Fiorentino (2010)
- La voce - Il talento può uccidere, regia di Augusto Zucchi (2013)